# Strážní andělé
Strážní andělé (ve francouzském originále Les Anges gardiens) je francouzská filmová komedie z roku 1995. Natočil ji režisér Jean-Marie Poiré, který se na scénáři podílel s hercem Christianem Clavierem. 
Gérard Depardieu hraje majitele nočního klubu jménem Antoine Carco, který pašuje balíku cenných papírů a syna svého přítele z Hongkongu prostřednictvím kněze Hervé Taraina v podání samotného Claviera. Oba herci současně ztvárnili i strážné anděly svých postav. Menší roli si ve snímku zahrála také česká modelka Eva Herzigová, pro niž to byla první filmová úloha.
Film uvedla do francouzských kin 11. října 1995 společnost Gaumont Distribution, do českých pak 8. února následujícího roku Intersonic.

## Obsazení
| Gérard Depardieu  | Antoine Carco / jeho anděl strážný     |
| Christian Clavier | otec Hervé Tarain / jeho anděl strážný |
| Eva Grimaldi      | Régina Podiumová                       |
| Yves Rénier       | Yvon Radmilo alias „La Pince“          |
| Alexandre Eskimo  | Bao                                    |
| Laurent Gendron   | Lucky                                  |
| Eva Herzigová     | Čuk-Čuk                                |
| Jean Champion     | děd otce Teraina                       |
| Anna Gaylorová    | matka otce Teraina                     |